# Salleri (Solukhumbu)
Salleri (nep. सल्लेरी, trl. Salerī, trb. Saleri) – gaun wikas samiti we wschodniej części Nepalu w strefie Sagarmatha w dystrykcie Solukhumbu. Według nepalskiego spisu powszechnego z 2001 roku liczył on 1409 gospodarstw domowych i 6260 mieszkańców (3103 kobiet i 3157 mężczyzn).